# Petitia occulta
Petitia occulta är en ringmaskart som beskrevs av Westheide och Hass-Cordes 200. Petitia occulta ingår i släktet Petitia och familjen Syllidae. Inga underarter finns listade i Catalogue of Life.